# 달아 달아 밝은 달아 (1987년 드라마)
《달아 달아 밝은 달아》는 KBS 1TV에서 1987년 5월 16일에 방영된 TV문학관으로, 최인훈의 소설 《달아 달아 밝은 달아》를 영상화하였다.

## 등장 인물
- 박건식
- 채시라
- 전원주